# Zimbabwe az olimpiai játékokon

Rodézia (1928)

Rodézia (1960)

Rodézia (1964)

Zimbabwe az 1928-as nyári olimpiai játékokon vett először részt, Rodézia néven. 1960-ban és 1964-ben is ezen a néven indult, de ez mindhárom alkalommal valójában Dél-Rodéziát jelentette. Az ország függetlenségének elnyerését követően, először Zimbabwe néven az 1980-as játékokon szerepelt. A téli olimpiai játékokon először 2014-ben vett részt.
Sportolói nyolc érmet nyertek, ebből hetet az úszónő Kirsty Coventry.
A Zimbabwei Olimpiai Bizottság 1934-ben jött létre, a NOB 1980-ban vette fel tagjai sorába, a bizottság jelenlegi elnöke Admire Masenda.

## Érmesek
| Érem  | Sportoló(k) | Olimpia       | Sportág   | Versenyszám      |
| ----- | --- | ------------- | --------- | ---------------- |
| Arany | Nemzeti válogatott Arlene Boxhall, Liz Chase, Sandra Chick, Gillian Cowley, Patricia Davies, Sarah English, Maureen George, Ann Grant, Susan Huggett, Patricia McKillop, Brenda Phillips, Christine Prinsloo, Sonia Robertson, Anthea Stewart, Helen Volk, Linda Watson | 1980. Moszkva | Gyeplabda | Női              |
| Arany | Kirsty Coventry | 2004. Athén   | Úszás     | Női 200 m hát    |
| Ezüst | Kirsty Coventry | 2004. Athén   | Úszás     | Női 100 m hát    |
| Bronz | Kirsty Coventry | 2004. Athén   | Úszás     | Női 200 m vegyes |
| Arany | Kirsty Coventry | 2008. Peking  | Úszás     | Női 200 m hát    |
| Ezüst | Kirsty Coventry | 2008. Peking  | Úszás     | Női 100 m hát    |
| Ezüst | Kirsty Coventry | 2008. Peking  | Úszás     | Női 200 m vegyes |
| Ezüst | Kirsty Coventry | 2008. Peking  | Úszás     | Női 400 m vegyes |

## Éremtáblázatok

### Érmek a nyári olimpiai játékokon
| Olimpia              | Arany | Ezüst | Bronz | Összesen |
| 1980, Moszkva        | 1     | 0     | 0     | 1        |
| 1984, Los Angeles    | 0     | 0     | 0     | 0        |
| 1988, Szöul          | 0     | 0     | 0     | 0        |
| 1992, Barcelona      | 0     | 0     | 0     | 0        |
| 1996, Atlanta        | 0     | 0     | 0     | 0        |
| 2000, Sydney         | 0     | 0     | 0     | 0        |
| 2004, Athén          | 1     | 1     | 1     | 3        |
| 2008, Peking         | 1     | 3     | 0     | 4        |
| 2012, London         | 0     | 0     | 0     | 0        |
| 2016, Rio de Janeiro | 0     | 0     | 0     | 0        |
| 2020, Tokió          | 0     | 0     | 0     | 0        |
| 2024, Párizs         | 0     | 0     | 0     | 0        |
| Összesen             | 3     | 4     | 1     | 8        |

## Érmek sportáganként

### Érmek a nyári olimpiai játékokon sportáganként
| Zimbabwe érmei a nyári olimpiai játékokon sportáganként | Zimbabwe érmei a nyári olimpiai játékokon sportáganként | Zimbabwe érmei a nyári olimpiai játékokon sportáganként | Zimbabwe érmei a nyári olimpiai játékokon sportáganként | Az olimpiai zászlaja |

| Sportág   | Arany | Ezüst | Bronz | Összesen |
| --------- | ----- | ----- | ----- | -------- |
| Úszás     | 2     | 4     | 1     | 7        |
| Gyeplabda | 1     | 0     | 0     | 1        |
| Összesen  | 3     | 4     | 1     | 8        |